# Mucuna monosperma
Mucuna monosperma là một loài thực vật có hoa trong họ Đậu. Loài này được Wight miêu tả khoa học đầu tiên.